# Roussette du Pacifique
Pteropus tonganus
Espèce
Statut de conservation UICN

 LC  : Préoccupation mineure
Statut CITES
La Roussette du Pacifique ou Renard volant des Tonga (Pteropus tonganus) est une espèce de chauves-souris.

## Description

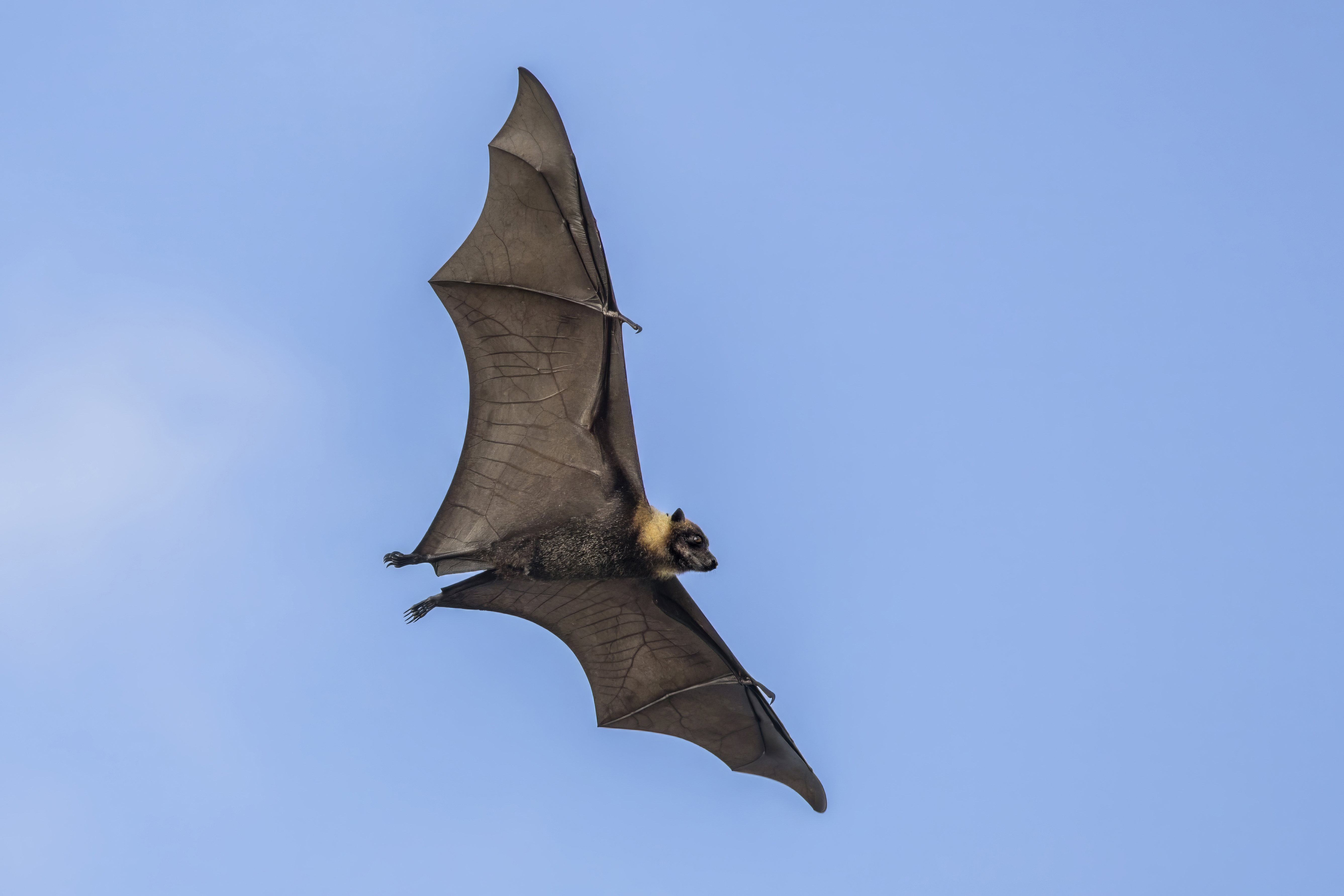
Une roussette du Pacifique en vol.

## Liste des sous-espèces
Selon MSW :
- sous-espèce Pteropus tonganus tonganus
- sous-espèce Pteropus tonganus basiliscus
- sous-espèce Pteropus tonganus geddiei.